# Región metropolitana Carbonífera
La Región Metropolitana Carbonífera es una región metropolitana de Brasil  creada el 2010 por la ley estatal n°495. Su ciudad sede es Criciúma, y está formada por 26 municipios conurbanos, 7 en el núcleo metropolitano.

## Municipios

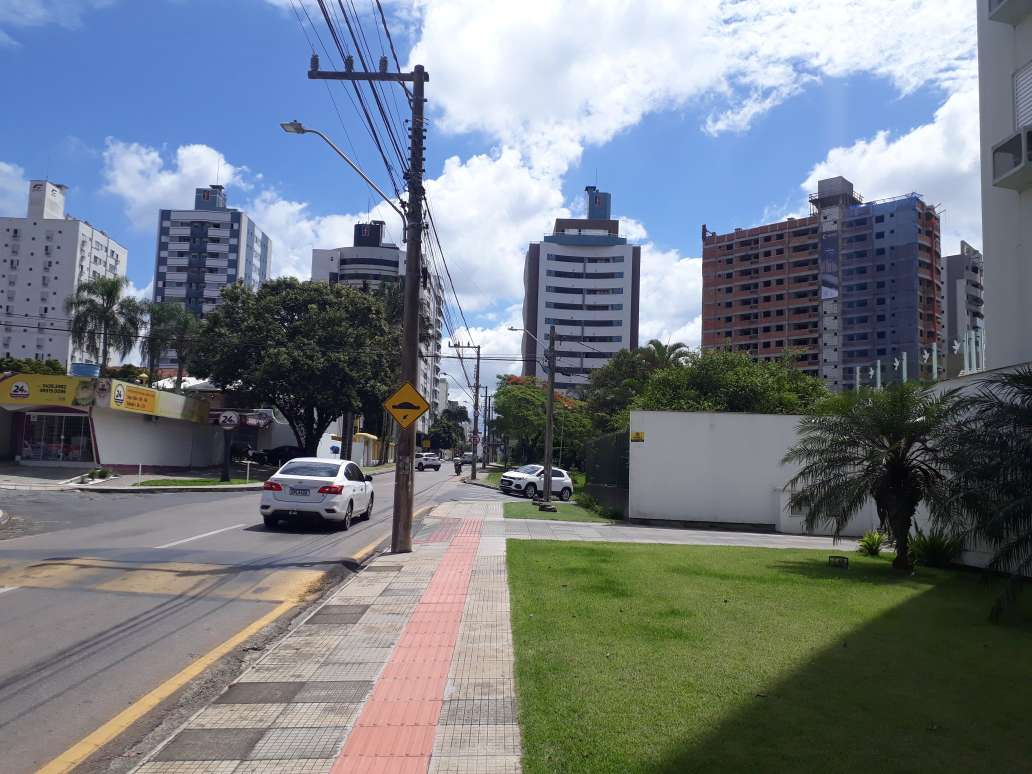
Criciúma.

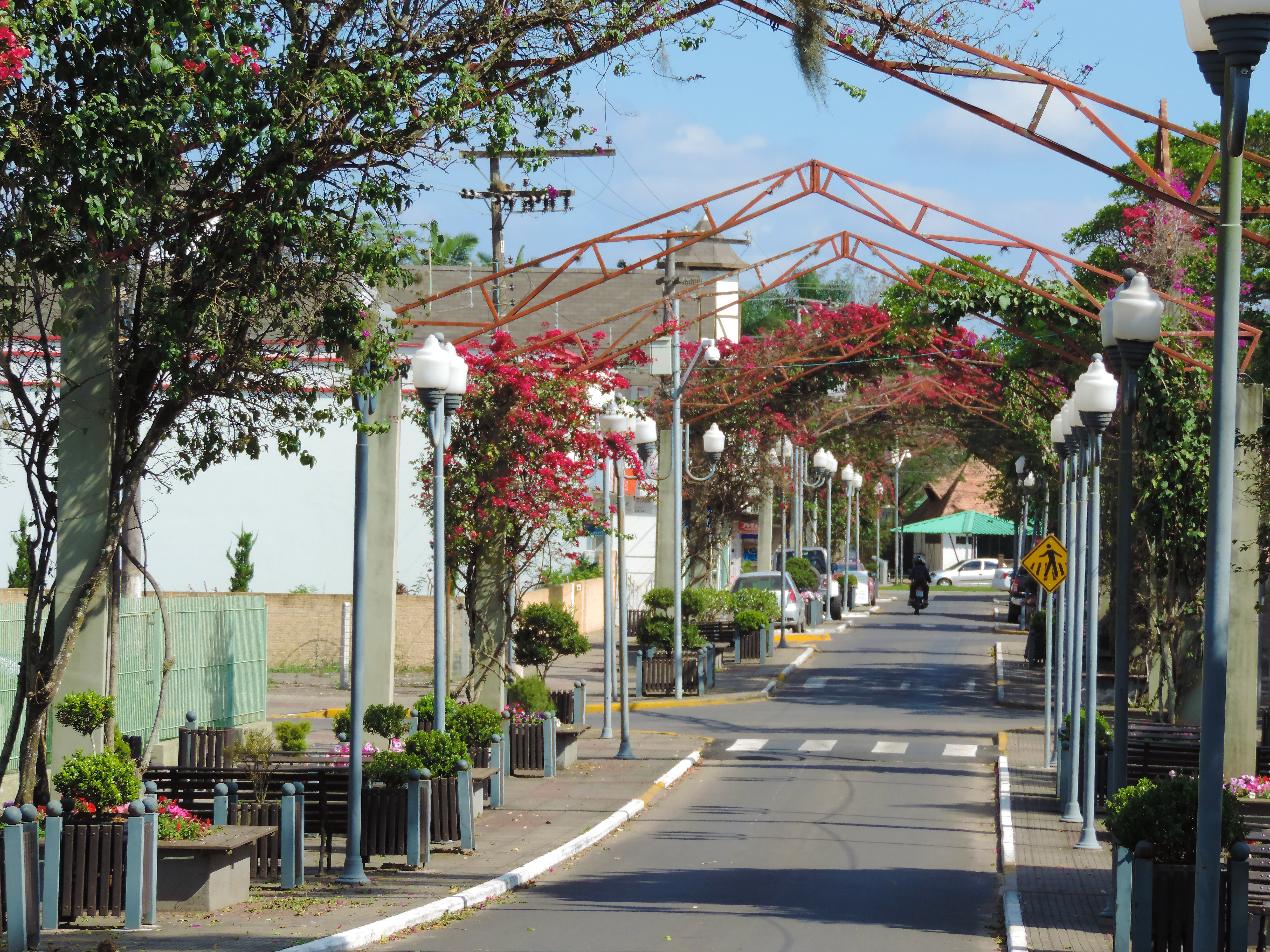
Forquilhinha.

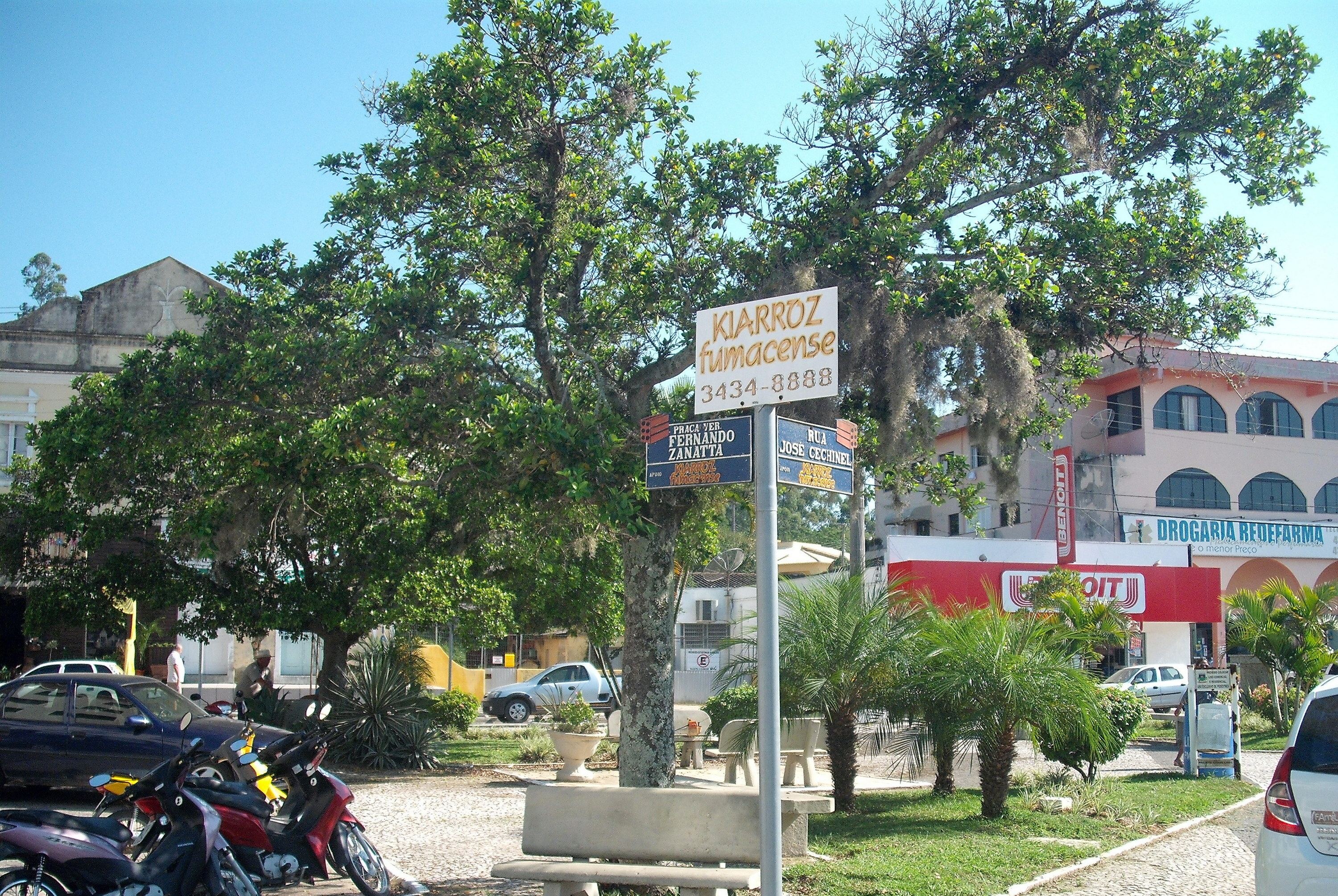
Morro da Fumaça.

| Municipio                 | Área (km²)           | Población (2018)     | Densidad dem. (hab/km²) |
| Núcleo metropolitano      | Núcleo metropolitano | Núcleo metropolitano | Núcleo metropolitano    |
| ------------------------- | -------------------- | -------------------- | ----------------------- |
| Criciúma                  | 235.628              | 213023               | 868.60                  |
| Içara                     | 292.779              | 55581                | 178.58                  |
| Forquilhinha              | 181.915              | 26368                | 135.74                  |
| Morro da Fumaça           | 82.935               | 17642                | 205.61                  |
| Cocal do Sul              | 71.21                | 16544                | 224.81                  |
| Nova Veneza               | 293.557              | 14987                | 48.66                   |
| Siderópolis               | 262.707              | 13920                | 51.74                   |
| Total metropolitano       | 1420.73              | 358065               | 241.13                  |
| Área de expansión         |                      |                      |                         |
| Balneário Rincão          | 57.88                | 12570                | 204.28                  |
| Lauro Müller              | 270.508              | 15174                | 55.15                   |
| Treviso                   | 157.667              | 3891                 | 23.76                   |
| Urussanga                 | 240.476              | 21190                | 86.97                   |
| Araranguá                 | 303.799              | 67578                | 214.25                  |
| Balneário Arroio do Silva | 93.819               | 12705                | 119.89                  |
| Balneário Gaivota         | 147.71               | 10692                | 64.66                   |
| Ermo                      | 63.868               | 2066                 | 32.55                   |
| Jacinto Machado           | 428.65               | 10457                | 24.83                   |
| Maracajá                  | 63.401               | 7207                 | 108.41                  |
| Meleiro                   | 186.618              | 7028                 | 37.92                   |
| Morro Grande              | 256.468              | 2898                 | 11.40                   |
| Passo de Torres           | 95.054               | 8594                 | 80.81                   |
| Praia Grande              | 278.576              | 7326                 | 26.47                   |
| Santa Rosa do Sul         | 151.44               | 8338                 | 54.71                   |
| São João do Sul           | 182.7                | 7280                 | 39.44                   |
| Sombrio                   | 142.745              | 30010                | 200.28                  |
| Timbé do Sul              | 333.426              | 5354                 | 16.15                   |
| Turvo                     | 233.941              | 12806                | 53.23                   |
| Total área                | 3688.74              | 253164               | 66.11                   |
| RMC                       | 5109.47              | 611229               | 114.78                  |